# Droujba (voilier)
Le Droujba ou Druzhba en anglais (en russe Дружба ; ce qui signifie « Amitié ») est un trois-mâts carré, à coque en acier, construit en 1987 dans les chantiers navals Stocznia Gdańska à Gdańsk en Pologne, sur les plans de  l'architecte naval Zygmunt Choreń.
Il a été attribué, lors de la dissolution de l'URSS, à la marine ukrainienne comme navire-école.

## Histoire
Le Droujba est l'un des sister-ships du Khersones ukrainien, du polonais Dar Młodzieży, des russes Mir, Pallada et Nadejda.
En 1992, il a été transformé dans le port italien de Messine pour devenir un navire de croisière commerciale. Il possède désormais 29 cabines passagers et un restaurant-bar pour 75 touristes.